# Neomerinthe pallidimacula
Neomerinthe pallidimacula is een straalvinnige vissensoort uit de familie van schorpioenvissen (Scorpaenidae). De wetenschappelijke naam van de soort is voor het eerst geldig gepubliceerd in 1938 door Fowler.